# Ragnar Vik
Ragnar Magne Vik (* 31. Juli 1893 in Tønsberg; † 9. Januar 1941 in Liverpool, Vereinigtes Königreich) war ein norwegischer Segler.

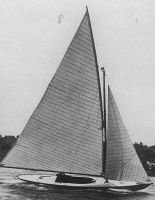
8-Meter-Klasse Sildra NOR, Olympische Spiele 1920

## Erfolge
Ragnar Vik, Mitglied des Kongelig Norsk Seilforening, wurde 1920 in Antwerpen bei den Olympischen Spielen in der 8-Meter-Klasse nach der International Rule von 1919 Olympiasieger. Mit der Sildra kam er in drei Wettfahrten stets vor dem zweiten norwegischen Boot Lyn und dem belgischen Boot Antwerpia V als Erster ins Ziel, weshalb die Sildra die Regatta auf dem ersten Platz beendete. Zur Crew gehörten außerdem neben Skipper Magnus Konow noch Thorleif Kristoffersen und Reidar Martiniuson.